# كوني دويل
كوني دويل (بالإنجليزية: Conny Doyle)‏ هو لاعب كرة قاعدة أمريكي، ولد في 1862، وتوفي في 29 يوليو 1931 في إل باسو في الولايات المتحدة.